# Rally van Nieuw-Zeeland 2000
De Rally van Nieuw-Zeeland 2000, formeel 31st Propecia Rally New Zealand, was de 31e editie van de Rally van Nieuw-Zeeland en de achtste ronde van het wereldkampioenschap rally in 2000. Het was de 328e rally in het wereldkampioenschap rally die georganiseerd wordt door de Fédération Internationale de l'Automobile (FIA). De start was in Auckland en de finish in Manukau.

## Programma
| Dag    | Datum            | Klassementsproeven | Competitieve afstand |
| ------ | ---------------- | ------------------ | -------------------- |
| 1      | Vrijdag 14 juli  | 8                  | 117,43 kilometer     |
| 2      | Zaterdag 15 juli | 9                  | 176,76 kilometer     |
| 3      | Zondag 16 juli   | 7                  | 79,18 kilometer      |
|        |                  |                    |                      |
| Totaal | Totaal           | 24                 | 373,37 kilometer     |

## Resultaten
| Algemene top tien | Algemene top tien | Algemene top tien  | Algemene top tien               | Algemene top tien | Algemene top tien | Algemene top tien | Algemene top tien |
| Pos.              | #                 | Rijder             | Auto                            | Gr/kl             | Tijd              | Eerste            | Punten            |
| Pos.              | #                 | Navigator          | Inschrijving                    | C                 | Straftijd         | Vorige            | Punten            |
| ----------------- | ----------------- | ------------------ | ------------------------------- | ----------------- | ----------------- | ----------------- | ----------------- |
| 1.                | 10                | Marcus Grönholm    | Peugeot 206 WRC                 | A8                | 3:45:13,4         | 0:00              | 10                |
| 1.                | 10                | Timo Rautiainen    | Peugeot Esso Sport              | C                 |                   | =                 | 10                |
| 2.                | 5                 | Colin McRae        | Ford Focus RS WRC 00            | A8                | 3:45:27,9         | + 14,5            | 6                 |
| 2.                | 5                 | Nicky Grist        | Ford Motor Co Ltd.              | C                 |                   | + 14,5            | 6                 |
| 3.                | 6                 | Carlos Sainz       | Ford Focus RS WRC 00            | A8                | 3:46:31,8         | + 1:18,4          | 4                 |
| 3.                | 6                 | Luís Moya          | Ford Motor Co Ltd.              | C                 |                   | + 1:03,9          | 4                 |
| 4.                | 16                | Petter Solberg     | Ford Focus RS WRC 00            | A8                | 3:48:14,1         | + 3:00,7          | 3                 |
| 4.                | 16                | Phil Mills         | Ford Motor Co Ltd.              | A8                | 0:20              | + 1:42,3          | 3                 |
| 5.                | 14                | Kenneth Eriksson   | Hyundai Accent WRC              | A8                | 3:48:26,1         | + 3:12,7          | 2                 |
| 5.                | 14                | Staffan Parmander  | Hyundai Castrol WRT             | C                 |                   | + 12,0            | 2                 |
| 6.                | 17                | Possum Bourne      | Subaru Impreza S4 WRC 98        | A8                | 3:52:08,0         | + 6:54,6          | 1                 |
| 6.                | 17                | Craig Vincent      | Subaru Australia                | A8                | 0:20              | + 3:41,9          | 1                 |
| 7.                | 21                | Manfred Stohl      | Mitsubishi Lancer Evo VI        | N4                | 3:57:05,4         | + 11:52,0         |                   |
| 7.                | 21                | Peter Müller       | Manfred Stohl                   | N4                |                   | + 4:57,4          |                   |
| 8.                | 28                | Geoff Argyle       | Mitsubishi Lancer Evo VI        | A8                | 3:58:00,8         | + 12:47,4         |                   |
| 8.                | 28                | Paul Fallon        | Mitsubishi Ralliart New zealand | A8                |                   | + 55,4            |                   |
| 9.                | 20                | Gustavo Trelles    | Mitsubishi Lancer Evo VI        | N4                | 3:58:51,7         | + 13:38,3         |                   |
| 9.                | 20                | Jorge Del Buono    | Gustavo Trelles                 | N4                |                   | + 50,9            |                   |
| 10.               | 38                | Reece Jones        | Mitsubishi Lancer Evo VI        | N4                | 3:59:26,3         | + 14:12,9         |                   |
| 10.               | 38                | Leo Bult           | Reece Jones                     | N4                |                   | + 34,6            |                   |
| DNF top tien      |                   |                    |                                 |                   |                   |                   |                   |
| Pos.              | #                 | Rijder             | Auto                            | Gr/kl             | KP                | Reden             | Reden             |
| Pos.              | #                 | Navigator          | Inschrijving                    | C                 | KP                | Reden             | Reden             |
| DNF               | 1                 | Tommi Mäkinen      | Mitsubishi Lancer Evo VI        | A8                | 19                | Ongeluk           | Ongeluk           |
| DNF               | 1                 | Risto Mannisenmäki | Marlboro Mitsubishi Ralliart    | C                 | 19                | Ongeluk           | Ongeluk           |
| DNF               | 2                 | Freddy Loix        | Mitsubishi Carisma GT Evo VI    | A8                | 14                | Mechanisch        | Mechanisch        |
| DNF               | 2                 | Sven Smeets        | Marlboro Mitsubishi Ralliart    | C                 | 14                | Mechanisch        | Mechanisch        |
| DNF               | 3                 | Richard Burns      | Subaru Impreza S6 WRC 00        | A8                | 21                | Mechanisch        | Mechanisch        |
| DNF               | 3                 | Robert Reid        | Subaru World Rally Team         | C                 | 21                | Mechanisch        | Mechanisch        |
| DNF               | 4                 | Juha Kankkunen     | Subaru Impreza S6 WRC 00        | A8                | 21                | Mechanisch        | Mechanisch        |
| DNF               | 4                 | Juha Repo          | Subaru World Rally Team         | C                 | 21                | Mechanisch        | Mechanisch        |
| DNF               | 7                 | Didier Auriol      | Seat Córdoba WRC E2             | A8                | 16                | Ongeluk           | Ongeluk           |
| DNF               | 7                 | Denis Giraudet     | Seat Sport                      | C                 | 16                | Ongeluk           | Ongeluk           |
| DNF               | 8                 | Toni Gardemeister  | Seat Córdoba WRC E2             | A8                | 1                 | Ongeluk           | Ongeluk           |
| DNF               | 8                 | Paavo Lukander     | Seat Sport                      | C                 | 1                 | Ongeluk           | Ongeluk           |
| DNF               | 9                 | François Delecour  | Peugeot 206 WRC                 | A8                | 11                | Versnellingsbak   | Versnellingsbak   |
| DNF               | 9                 | Daniel Grataloup   | Peugeot Esso Sport              | C                 | 11                | Versnellingsbak   | Versnellingsbak   |
| DNF               | 15                | Alister McRae      | Hyundai Accent WRC              | A8                | 19                | Differentieel     | Differentieel     |
| DNF               | 15                | David Senior       | Hyundai Castrol WRT             | C                 | 19                | Differentieel     | Differentieel     |
| DNF               | 18                | Toshi Arai         | Subaru Impreza S5 WRC 99        | A8                | 15                | Wiel afgebroken   | Wiel afgebroken   |
| DNF               | 18                | Roger Freeman      | Spike Subaru Team               | A8                | 15                | Wiel afgebroken   | Wiel afgebroken   |
| DNF               | 19                | Katsuhiko Taguchi  | Mitsubishi Lancer Evo VI        | A8                | 1                 | Ongeluk           | Ongeluk           |
| DNF               | 19                | Derek Ringer       | Team Advan Ralliart             | A8                | 1                 | Ongeluk           | Ongeluk           |

| PWRC top drie | PWRC top drie   | PWRC top drie |
| Pos.          | Rijder          | Pnt.          |
| ------------- | --------------- | ------------- |
| 1             | Manfred Stohl   | 10            |
| 2             | Gustavo Trelles | 6             |
| 3             | Reece Jones     | 4             |

## Statistieken

#### Klassementsproeven
| Etappe | Datum   | KP | Starttijd | Naam              | Lengte   | Snelste rijder    | Tijd    | Gem. snelheid | Rallyleider       |
| ------ | ------- | -- | --------- | ----------------- | -------- | ----------------- | ------- | ------------- | ----------------- |
| 1      | 14 juli | 1  | 8:23      | Te Akau North     | 32,37 km | François Delecour | 18:08,1 | 107,10 km/u   | François Delecour |
| 1      | 14 juli | 2  | 10:26     | Maungatawhiri     | 6,51 km  | Petter Solberg    | 3:41,7  | 105,87 km/u   | François Delecour |
| 1      | 14 juli | 3  | 10:49     | Te Papatapu 1     | 16,75 km | Marcus Grönholm   | 11:13,6 | 89,52 km/u    | François Delecour |
| 1      | 14 juli | 4  | 11:22     | Te Hutewai        | 11,32 km | Petter Solberg    | 8:06,3  | 83,80 km/u    | François Delecour |
| 1      | 14 juli | 5  | 12:53     | Whaanga Coast     | 29,52 km | François Delecour | 21:23,7 | 82,79 km/u    | François Delecour |
| 1      | 14 juli | 6  | 13:36     | Te Papatapu 2     | 16,75 km | François Delecour | 11:04,2 | 90,79 km/u    | François Delecour |
| 1      | 14 juli | 7  | 18:15     | Manukau Super 1   | 2,10 km  | Colin McRae       | 1:22,3  | 91,86 km/u    | François Delecour |
| 1      | 14 juli | 8  | 18:45     | Manukau Super 2   | 2,10 km  | Colin McRae       | 1:20,5  | 91,91 km/u    | François Delecour |
|        |         |    |           |                   |          |                   |         |               | François Delecour |
| 2      | 15 juli | 9  | 9:28      | Waipu Gorge 1     | 11,24 km | Richard Burns     | 6:32,8  | 103,01 km/u   | François Delecour |
| 2      | 15 juli | 10 | 9:46      | Brooks 1          | 16,03 km | Richard Burns     | 9:49,9  | 97,93 km/u    | Marcus Grönholm   |
| 2      | 15 juli | 11 | 10:14     | Paparoa Station 1 | 11,64 km | Richard Burns     | 6:18,5  | 110,71 km/u   | Marcus Grönholm   |
| 2      | 15 juli | 12 | 11:37     | Parahi - Ararua   | 59,00 km | Richard Burns     | 34:04,5 | 103,89 km/u   | Marcus Grönholm   |
| 2      | 15 juli | 13 | 14:20     | Cassidy           | 20,12 km | Colin McRae       | 11:35,9 | 104,08 km/u   | Marcus Grönholm   |
| 2      | 15 juli | 14 | 15:13     | Batley            | 19,82 km | Colin McRae       | 11:09,0 | 106,65 km/u   | Marcus Grönholm   |
| 2      | 15 juli | 15 | 16:16     | Waipu Gorge 2     | 11,24 km | Marcus Grönholm   | 6:33,9  | 102,73 km/u   | Marcus Grönholm   |
| 2      | 15 juli | 16 | 16:34     | Brooks 2          | 16,03 km | Marcus Grönholm   | 9:56,8  | 96,70 km/u    | Marcus Grönholm   |
| 2      | 15 juli | 17 | 17:02     | Paparoa Station 2 | 11,64 km | Marcus Grönholm   | 6:24,5  | 108,98 km/u   | Marcus Grönholm   |
|        |         |    |           |                   |          |                   |         |               | Marcus Grönholm   |
| 3      | 16 juli | 18 | 9:18      | Te Akau South     | 31,24 km | Alister McRae     | 18:46,3 | 99,85 km/u    | Marcus Grönholm   |
| 3      | 16 juli | 19 | 11:26     | Ridge 1           | 8,53 km  | Richard Burns     | 4:46,3  | 107,26 km/u   | Marcus Grönholm   |
| 3      | 16 juli | 20 | 11:39     | Campbell 1        | 7,44 km  | Colin McRae       | 3:55,9  | 113,54 km/u   | Marcus Grönholm   |
| 3      | 16 juli | 21 | 11:57     | Ridge 2           | 8,53 km  | Colin McRae       | 4:45,4  | 107,60 km/u   | Marcus Grönholm   |
| 3      | 16 juli | 22 | 12:10     | Campbell 2        | 7,44 km  | Colin McRae       | 3:51,8  | 115,55 km/u   | Marcus Grönholm   |
| 3      | 16 juli | 23 | 12:53     | Fyfe 1            | 8,00 km  | Colin McRae       | 4:21,8  | 110,01 km/u   | Marcus Grönholm   |
| 3      | 16 juli | 24 | 13:06     | Fyfe 2            | 8,00 km  | Petter Solberg    | 4:17,7  | 111,76 km/u   | Marcus Grönholm   |

| KP overwinningen  | KP overwinningen |
| Rijder            | Aantal           |
| ----------------- | ---------------- |
| Colin McRae       | 8                |
| Richard Burns     | 5                |
| Marcus Grönholm   | 4                |
| François Delecour | 3                |
| Petter Solberg    | 3                |
| Alister McRae     | 1                |

## Kampioenschap standen

#### Rijders
|   | Pos. | Rijder          | Pnt. |
| - | ---- | --------------- | ---- |
| = | 1    | Richard Burns   | 38   |
| 1 | 2    | Marcus Grönholm | 34   |
| 1 | 3    | Colin McRae     | 30   |
| 1 | 4    | Carlos Sainz    | 27   |
| 1 | 5    | Tommi Mäkinen   | 23   |

#### Constructeurs
|   | Pos. | Constructeur                 | Pnt. |
| - | ---- | ---------------------------- | ---- |
| = | 1    | Subaru world Rally Team      | 58   |
| = | 2    | Ford Motor Co Ltd.           | 57   |
| = | 3    | Peugeot Esso Sport           | 41   |
| = | 4    | Marlboro Mitsubishi Ralliart | 29   |
| = | 5    | Škoda Motorsport             | 8    |

- Noot: Enkel de top 5-posities worden in beide standen weergegeven.